# Eksikator
Eksikator je stakleni hemijski sud (sa suvom atmosferom zbog prisustva sredstva koje upija vlagu) koja služi za sušenje, čuvanje i hlađenje zagrejanih supstanci u suvoj atmosferi. To se obično postiže korišćenjem kalcijum-hlorida.